# Грађански избор (Италија)
Грађански избор (итал. Scelta Civica) италијанска је политичка партија центра основана од стране бившег италијанског премијера Марија Монтија 4. јануара 2013.

## Историја
Уочи општих избора 2013. технократски премијер Марио Монти је одлучио да учествује у изборном процесу и утврдио постојање одређеног консензуса око своје платформе зване Програм Монти. Из тог разлога покренуо је изборну листу под називом Грађански избор која је окупила ванпартијске личности, независне интелектуалце и добила подршку католичких синдиката (Асоцијације хришћанских радника Италије) с циљем да се настави искуство своје проевропске владе.

### Избори 2013.
На изборе у фебруару Грађански избор је ушао у коалицију под називом Програм Монти за Италију са Унијом Центра и Будућношћу и слободом.
У Дому посланика Грађански избор је самостално добио 2.824.065 (8,30%) гласова и 37 посланика. У Сенату Грађански избор је наступио у оквиру горепоменуте коалиције која је освојила 2.797.486 voti (9,13%) и 19 сенатора, од којих 15 је припало Грађанском избору.